# William C. Lowe
William Cleland Lowe (Easton, Pennsylvania, Estados Unidos, 15 de enero de 1941 – Lake Forest, Illinois, Estados Unidos, 19 de octubre del 2013) dirigió el laboratorio donde se desarrolló la primera computadora personal IBM. La computadora personal 5150 de IBM fue, por su iniciativa, la primera computadora personal vendida en 1981 en Sears y en ComputerLand, por un precio de 1,565 dólares, y no incluía monitor.
Se graduó en física en el Lafayette College, en Pennsylvania, en 1962, y comenzó a trabajar para IBM como ingeniero en pruebas de productos.
Lowe fue director de los Laboratorios IBM de Boca Raton en 1980, cuando Atari propuso elaborar microcomputadoras para su venta en IBM. La administración de IBM rechazó la idea, pero aceptó que los laboratorios de Boca Raton desarrollaran una microcomputadora. Distintas fuentes difieren en cuanto a si Lowe propuso hacer lo que Atari sugería, si propuso la adquisición de Atari, si propuso el desarrollo de una microcomputadora distinta o si propuso que se analizaran todas estas posibilidades.
Lowe creó un equipo de ingenieros dirigidos por Don Estridge para que desarrollaran la computadora. Para que los resultados se obtuvieran más rápidamente, la diseñaron a partir de componentes estándar.
Su computadora personal IBM salió al mercado en agosto de 1981, y se vendió mucho mejor que lo que se tenía proyectado. Lowe dirigió esa división vendiendo computadoras personales por lo menos hasta 1987.
En 1988 Lowe dejó de trabajar en IBM y comenzó en Xerox, y en 1991 se convirtió en director de operaciones de Gulfstream Aerospace.
Falleció de un infarto en 2013.